# 遠藤公男
遠藤 公男（えんどう きみお、1933年 - ）は、日本の作家、動物研究家。日本野鳥の会名誉会員。

## 経歴
岩手県一関市生まれ。岩手県立一関第一高等学校卒業。小学校の教師として働きながら活動を続ける。
1974年、教師を退職して作家生活に入る。岩手県宮古市在住。
著書『野鳥売買 メジロたちの悲劇』では、中国での野鳥売買の現場を調査している（「中国の環境問題」を参照）。

## 受賞歴
- 1976年 - 第9回日本児童文学者協会新人賞 『帰らぬオオワシ』
- 1984年 - 第8回日本児童文芸家協会賞 『ツグミたちの荒野』
- 2000年 - 日本鳥類保護連盟総裁賞

### 献名された種
- Pipistrellus endoi Imaizumi, 1959：モリアブラコウモリ

## 著書
- 『原生林のコウモリ』（学習研究社） 1973年
- 『帰らぬオオワシ』（偕成社） 1975年

日本児童文学者協会新人賞・ジュニアノンフィクション文学賞
- 『クマ狩りへの招待』（偕成社） 1978年
- 『帰らぬオオワシ 猟師七兵衛の物語』（偕成社） 1981年
- 『キジのくらし』（偕成社） 1982年
- 『ツグミたちの荒野』（講談社） 1983年

日本児童文芸家協会賞
- 『イヌワシと少年』（偕成社） 1983年
- 『アリランの青い鳥』（イラスト:柳柊二、講談社） 1984年
- 『韓国の虎はなぜ消えたか』（講談社） 1986年
- 『夏鳥たちの歌は、今 - 利尻島から西表島まで102人の緊急レポート』（三省堂） 1993年
- 『盛岡藩御狩り日記 江戸時代の野生動物誌』（講談社） 1994年
- 『野鳥売買 - メジロたちの悲劇』（講談社） 2002年
- 『ヤンコフスキー家の人々』（講談社） 2007年

## 論文
- 国立情報学研究所収録論文 国立情報学研究所